# Större barksnäcka
Större barksnäcka (Ena montana) är en snäckart som först beskrevs av Draparnaud 1801.  Större barksnäcka ingår i släktet Ena, och familjen barksnäckor. IUCN kategoriserar arten globalt som livskraftig. Enligt den svenska rödlistan är arten nära hotad i Sverige. Arten förekommer i Götaland. Artens livsmiljö är skogslandskap.

## Bildgalleri

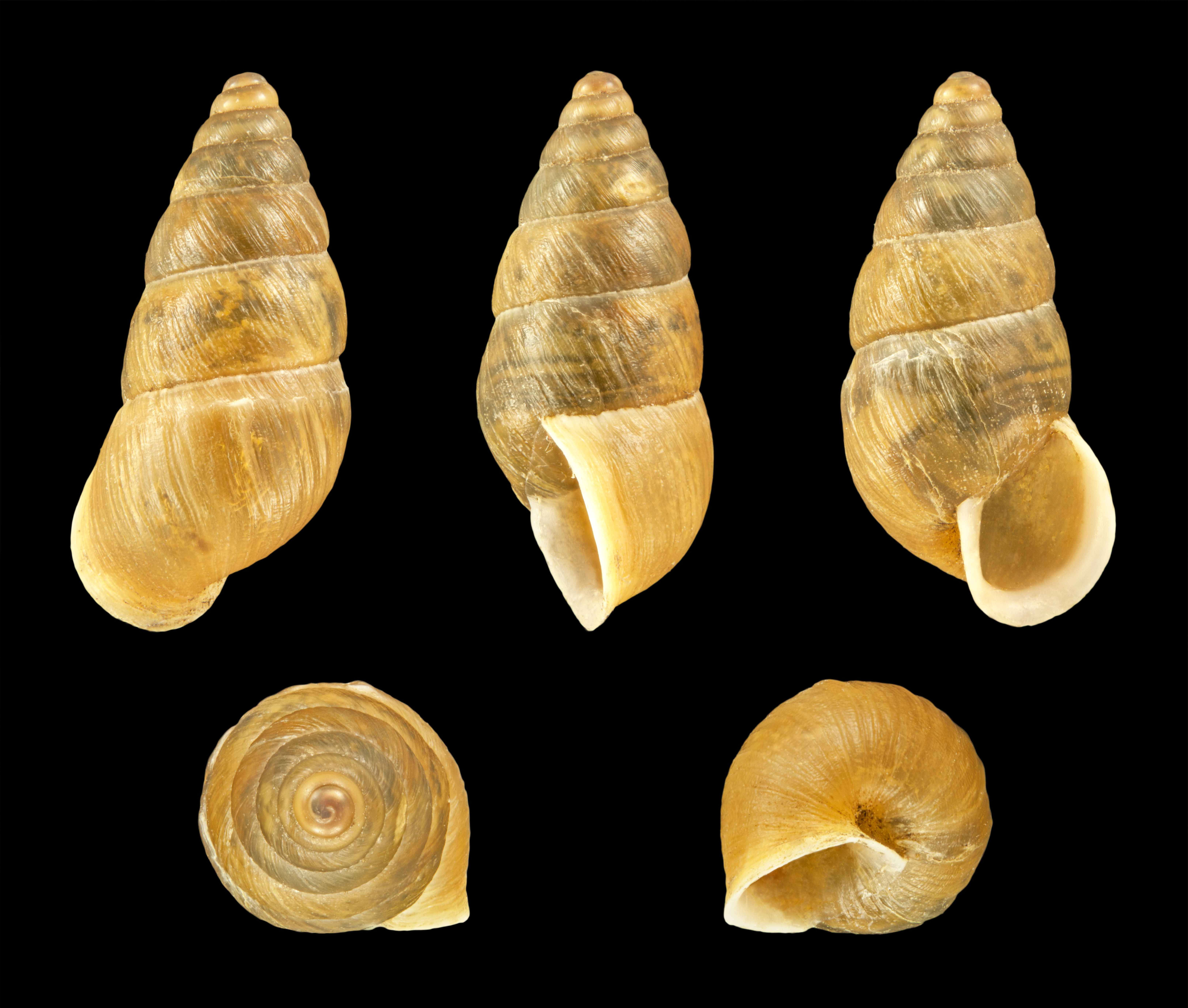